# Primera Divisió 2014-2015
La Primera Divisió 2014-2015 è la 20ª edizione del campionato andorrano di calcio di massima divisione. La stagione ufficiale è iniziata il 21 settembre 2014 e terminata il 3 maggio 2015. L'FC Santa Coloma è campione in carica, avendo vinto il titolo per la 7ª volta nella sua storia nella stagione precedente.
L'FC Santa Coloma si è confermato campione di Andorra, vincendo il campionato per l'8ª volta nella sua storia.

L'Inter Club d'Escaldes, ultimo classificato, è stato retrocesso in Segona Divisió.

## Stagione

### Novità
Al termine della passata stagione, il Principat ha chiuso all'ultimo posto ed è stato retrocesso in Segona Divisió. Al suo posto è stato promosso l'Engordany, campione della Segona Divisió 2013-2014.

Dopo aver chiuso al settimo posto, Inter Club d'Escaldes ha mantenuto il suo posto in Primera Divisió, battendo con un 6-1 complessivo il Jenlai, secondo classificato in Segona Divisió 2013-2014, nel play-out.

### Formula
Al campionato, diviso in una fase di regular season e in una fase di playoff, prendono parte otto club. Durante la regular season le squadre si affrontano in gare di andata e ritorno per un totale di 14 partite.
Al termine di questa fase le prime quattro classificate disputano fra loro un girone di playoff con gare di andata e ritorno.
Le ultime quattro classificate del campionato si affrontano invece fra loro in un girone di playout per stabilire le due retrocessioni: l'ultima classificata è retrocessa direttamente in Segona Divisió mentre la penultima sfida la seconda classificata del campionato di Segona Divisió per ottenere l'ultimo posto disponibile nella massima serie.
Le squadre qualificate alle coppe europee sono tre: la vincente si qualifica per il primo turno preliminare dell'UEFA Champions League 2015-2016, la seconda classificata e la vincitrice della Copa Constitució 2014-2015 si qualificano per il primo turno preliminare della UEFA Europa League 2015-2016.

## Squadre partecipanti
| Squadra         | Città              | Stadio                            | Stagione precedente        |
| --------------- | ------------------ | --------------------------------- | -------------------------- |
| Encamp          | Encamp             | Estadi Comunal d'Aixovall         | 6º posto                   |
| Engordany       | Escaldes-Engordany | Estadi Comunal d'Aixovall         | 1º posto in Segona Divisió |
| FC Santa Coloma | Santa Coloma       | Estadi Comunal d'Aixovall         | Campione d'Andorra         |
| Inter Escaldes  | Escaldes-Engordany | Estadi Comunal d'Aixovall         | 7º posto                   |
| Lusitans        | Andorra la Vella   | Estadi Comunal d'Andorra la Vella | 4º posto                   |
| Ordino          | Ordino             | DEVK-Arena                        | 5º posto                   |
| Sant Julià      | Aixovall           | Estadi Comunal d'Aixovall         | 3º posto                   |
| UE Santa Coloma | Santa Coloma       | Estadi Comunal d'Aixovall         | 2º posto                   |

## Prima Fase

### Classifica
|  | Pos. | Squadra         | Pt | G  | V  | N | P  | GF | GS | DR  |
|  | ---- | --------------- | -- | -- | -- | - | -- | -- | -- | --- |
|  | 1.   | FC Santa Coloma | 31 | 14 | 10 | 1 | 3  | 53 | 7  | +46 |
|  | 2.   | Lusitans        | 31 | 14 | 10 | 1 | 3  | 45 | 17 | +28 |
|  | 3.   | UE Santa Coloma | 29 | 14 | 9  | 2 | 3  | 23 | 8  | +15 |
|  | 4.   | Sant Julià      | 27 | 14 | 8  | 3 | 3  | 35 | 13 | +22 |
|  | 5.   | Ordino          | 20 | 14 | 6  | 2 | 6  | 22 | 22 | 0   |
|  | 6.   | Encamp          | 13 | 14 | 4  | 1 | 9  | 13 | 28 | -15 |
|  | 7.   | Engordany       | 7  | 14 | 2  | 1 | 11 | 11 | 62 | -51 |
|  | 8.   | Inter Escaldes  | 4  | 14 | 1  | 1 | 12 | 7  | 52 | -45 |

Legenda:

      Ammesse ai play-off

      Ammesse ai play-out

Tre punti a vittoria, uno a pareggio, zero a sconfitta.
La classifica viene stilata secondo i seguenti criteri:
- Punti conquistati
- Punti conquistati negli scontri diretti
- Differenza reti negli scontri diretti
- Reti realizzate negli scontri diretti
- Differenza reti generale
- Reti totali realizzate

### Risultati
|                       | Enc | Eng | FCS | Int | Lus | Ord | SJu | UES |
| --------------------- | --- | --- | --- | --- | --- | --- | --- | --- |
| Encamp                | ––– | 2-3 | 0-3 | 3-1 | 0-6 | 1-0 | 0-1 | 1-0 |
| Engordany             | 0-3 | ––– | 0-9 | 3-2 | 0-5 | 1-3 | 0-5 | 0-2 |
| FC Santa Coloma       | 1-0 | 9-0 | ––- | 7-0 | 5-1 | 0-1 | 2-0 | 2-0 |
| Inter Club d'Escaldes | 1-1 | 2-0 | 0-9 | ––– | 0-4 | 0-2 | 0-3 | 0-3 |
| Lusitans              | 2-0 | 8-2 | 2-1 | 3-0 | ––– | 7-1 | 3-2 | 1-2 |
| Ordino                | 4-1 | 2-2 | 0-3 | 3-1 | 1-2 | ––– | 1-2 | 0-1 |
| Sant Julià            | 4-1 | 6-0 | 2-2 | 8-0 | 0-0 | 0-3 | ––– | 1-1 |
| UE Santa Coloma       | 2-0 | 4-0 | 1-0 | 3-0 | 3-1 | 1-1 | 0-1 | ––– |

## Seconda fase
Le squadre mantengono i punti conquistati nella prima fase.

### Playoff
|                    | Pos. | Squadra         | Pt | G  | V  | N | P | GF | GS | DR  |
| ------------------ | ---- | --------------- | -- | -- | -- | - | - | -- | -- | --- |
| Andorra (bandiera) | 1.   | FC Santa Coloma | 42 | 20 | 13 | 3 | 4 | 64 | 14 | +50 |
|                    | 2.   | Lusitans        | 39 | 20 | 12 | 3 | 5 | 53 | 26 | +27 |
|                    | 3.   | UE Santa Coloma | 38 | 20 | 12 | 2 | 6 | 33 | 17 | +16 |
|                    | 4.   | Sant Julià      | 32 | 20 | 9  | 5 | 6 | 41 | 23 | +18 |

Legenda:

      Campione di Andorra e ammessa alla UEFA Champions League 2015-2016

      Ammessa alla UEFA Europa League 2015-2016

Tre punti a vittoria, uno a pareggio, zero a sconfitta.
La classifica viene stilata secondo i seguenti criteri:
- Punti conquistati
- Punti conquistati negli scontri diretti
- Differenza reti negli scontri diretti
- Reti realizzate negli scontri diretti
- Differenza reti generale
- Reti totali realizzate

### Risultati playoff
|                 | FcS | Lus | SJu | UeS |
| --------------- | --- | --- | --- | --- |
| FC Santa Coloma | ––– | 1-1 | 3-1 | 3-1 |
| Lusitans        | 1-2 | ––– | 1-1 | 0-3 |
| Sant Julià      | 2-2 | 0-1 | ––– | 1-3 |
| UE Santa Coloma | 1-0 | 2-4 | 0-1 | ––– |

### Playout
|  | Pos. | Squadra        | Pt | G  | V | N | P  | GF | GS | DR  |
|  | ---- | -------------- | -- | -- | - | - | -- | -- | -- | --- |
|  | 1.   | Ordino         | 30 | 20 | 9 | 3 | 8  | 36 | 33 | +3  |
|  | 2.   | Encamp         | 27 | 20 | 8 | 3 | 9  | 25 | 34 | -9  |
|  | 3.   | Engordany      | 17 | 20 | 5 | 2 | 13 | 21 | 72 | -51 |
|  | 4.   | Inter Escaldes | 4  | 20 | 1 | 1 | 18 | 9  | 63 | -54 |

Legenda:

 Ammessa allo spareggio promozione-retrocessione

      Retrocessa in Segona Divisió 2015-2016

Tre punti a vittoria, uno a pareggio, zero a sconfitta.
La classifica viene stilata secondo i seguenti criteri:
- Punti conquistati
- Punti conquistati negli scontri diretti
- Differenza reti negli scontri diretti
- Reti realizzate negli scontri diretti
- Differenza reti generale
- Reti totali realizzate

### Risultati playout
|                       | Enc | Eng | Int | Ord |
| --------------------- | --- | --- | --- | --- |
| Encamp                | ––– | 1-1 | 2-1 | 1-1 |
| Engordany             | 0-3 | ––– | 3-0 | 2-5 |
| Inter Club D'Escaldes | 0-1 | 0-1 | ––– | 1-2 |
| Ordino                | 3-0 | 1-3 | 2-0 | ––– |

### Spareggio
Lo spareggio per un posto in Primera Divisió viene giocato tra la terza classificata dei playout, l'Engordany, e la seconda classificata ai playoff promozione della Segona Divisió, l'Atlètic Club d'Escaldes.
|                  |       |                  | Città e data                       |
| ---------------- | ----- | ---------------- | ---------------------------------- |
| Engordany        | 2 - 1 | Atlètic Escaldes | Escaldes-Engordany 20 maggio 2015  |
| Atlètic Escaldes | 1 - 2 | Engordany        | Escaldes-Engordany, 24 maggio 2015 |

L'Engordany mantiene il posto in Primera Divisió.

## Verdetti
- FC Santa Coloma campione di Andorra e ammesso alla UEFA Champions League 2015-2016.
- Lusitans e  Sant Julià ammesse alla UEFA Europa League 2015-2016.
- Inter Escaldes retrocesso in Segona Divisió.